# Parengaope
Parengaope (oko 1765. - ?) bila je maorska žena-poglavica na Novom Zelandu, velika plemkinja iz podplemena zvanog Ngāti Mahuta.

## Biografija
Parengaope je bila kći poglavice Tokohihija i njegove žene Paretewe, a rođena je oko 1765. godine blizu Hamiltona. 
Njezin je predak bio poglavica Hotumauea, veliki ratnik.
Udala se za poglavicu Tea Rauangaangu te je njihov sin bio prvi kralj Maora - Pōtatau Te Wherowhero. Imali su i sina Katija te kćer Rangi-tiaho.
Njezin je unuk bio kralj Tāwhiao.
Bila je prisutna tijekom bitke 1822. godine kod Pirongije. Preživjela je napad poglavice Hongija Hike.

## Vanjske poveznice
- Obiteljsko stablo maorskih plemića i poglavica  Arhivirana inačica izvorne stranice od 30. lipnja 2012. (Wayback Machine)

|  | Zajednički poslužitelj ima još gradiva o temi Parengaope |